# Cantón de La Javie
El cantón de La Javie era una división administrativa francesa que estaba situada en el departamento de Alpes de Alta Provenza y la región de Provenza-Alpes-Costa Azul.

## Composición
El cantón estaba formado por seis comunas:
- Archail
- Beaujeu
- Draix
- La Javie
- Le Brusquet
- Prads-Haute-Bléone

## Supresión del cantón de La Javie
En aplicación del Decreto nº 2014-226 de 24 de febrero de 2014, el cantón de La Javie fue suprimido el 22 de marzo de 2015 y sus 6 comunas pasaron a formar parte del nuevo cantón de Seyne.